# Ergalataxinae
Ergalataxinae is een onderfamilie van weekdieren uit de klasse van de Gastropoda (slakken).

## Geslachten
- Bedevina Habe, 1946
- Cronia H. Adams & A. Adams, 1853
- Cytharomorula Kuroda, 1953
- Daphnellopsis Schepman, 1913
- Drupella Thiele, 1925
- Ergalatax Iredale, 1931
- Lataxiena Jousseaume, 1883
- Lindapterys Petuch, 1987
- Maculotriton Dall, 1904
- Morula Schumacher, 1817
- Muricodrupa Iredale, 1918
- Oppomorus Iredale, 1937
- Orania Pallary, 1900
- Pascula Dall, 1908
- Phrygiomurex Dall, 1904
- Spinidrupa Habe & Kosuge, 1966
- Tenguella Arakawa, 1965
- Trachypollia Woodring, 1928
- Uttleya Marwick, 1934